# Historia samochodu
Historia samochodu – opis ewolucji technicznej samochodu od wynalezienia pojazdów samobieżnych do chwili obecnej.
Za pierwszego konstruktora samobieżnego pojazdu kołowego zdolnego do przewozu osób – protoplasty samochodu – uznaje się francuskiego inżyniera Nicolasa Josepha Cugnota (1725–1804), który zbudował pojazdy o napędzie parowym mające pełnić funkcję ciągnika artyleryjskiego dla armii francuskiej – pierwszy ok. 1765 roku i kolejny ok. 1770 roku.
Za konstruktora pierwszego samochodu uznaje się Carla Benza (1844–1929), który w 1885 roku zbudował samochód trójkołowy z jednocylindrowym czterosuwowym silnikiem benzynowym Gottlieba Daimlera (1834–1900). Benz Patent-Motorwagen Nummer 1 został opatentowany w 1886 roku, a w 2011 roku patent Benza DRP 37435 „Fahrzeug mit Gasmotorenbetrieb” został wpisany na międzynarodową Listę UNESCO najbardziej wartościowych dokumentów – Pamięć Świata (ang. Memory of the World).
Budowa pierwszego pojazdu o napędzie elektrycznym przypisywana jest francuskiemu inżynierowi Gustave’owi Trouvé (1839–1902), który w 1881 roku zaprezentował w Paryżu tricykl o napędzie elektrycznym. Flocken Elektrowagen – czterokołowy samochód elektryczny z 1888 roku konstrukcji Andreasa Flockena (1845–1913) był najprawdopodobniej pierwszym elektrycznym samochodem osobowym na świecie.

## Pierwsze pojazdy samobieżne
Nad pojazdami samobieżnymi pracowali już w XV–XVI w. Roberto Valturio (1405–1475), który opracował projekt pojazdu napędzanego siłą wiatru i Leonardo da Vinci (1452–1519).
W 1600 roku w Niderlandach jeździły dwumasztowe pojazdy napędzane wiatrem – żaglowozy, skonstruowane przez holenderskiego inżyniera Simona Stevina (1548–1620).
W swoim dziele Astronomia Europea, belgijski misjonarz jezuicki w Chinach Ferdinand Verbiest (1623–1688) zawarł opis modelu pojazdu poruszanego parą.
W 1748 roku francuski inżynier Jacques de Vaucanson (1709–1782) miał w Paryżu zaprezentować samobieżny pojazd mechaniczny.

## Pojazdy o napędzie parowym
Za pierwszego konstruktora samobieżnego pojazdu kołowego zdolnego do przewozu osób – prototypu samochodu – uznaje się francuskiego inżyniera Nicolasa Josepha Cugnota (1725–1804), który zbudował pojazdy o napędzie parowym mające pełnić funkcję ciągnika artyleryjskiego dla armii francuskiej – pierwszy ok. 1765 roku i kolejny ok. 1770 roku. Pojazd nr 1 rozwijał prędkość 3,6 km/h, przewoził cztery osoby, po 20 minutach jazdy musiał robić przerwę przez kolejne 20 minut, by wyprodukować parę wodną, by jechać dalej. Pojazd nr 2 rozwijał prędkość 4,5 km/h, jednak miał bardzo krótki zasięg i po kilkunastu minutach jazdy, trzeba było napełniać kocioł wodą. Po tym jak pojazd nr 2 zderzył się podczas testów ze ścianą, Cugnot stracił finansowanie rządowe. Częściowa replika pojazdu nr 2 znajduje się w Conservatoire national des arts et métiers w Paryżu.
W 1801 roku brytyjski wynalazca Richard Trevithick (1771–1833) skonstruował pierwszą „drogową lokomotywę” parową – „Puffing Devil”, która była rodzajem czterokołowego wagonu z silnikiem i platformą dla pasażerów. W wigilię Bożego Narodzenia 1801 roku odbył wraz z siedmioma pasażerami pierwszą przejażdżkę, pokonując odległość szacowaną na 800–2400 m.
W 1829 roku brytyjski chirurg Goldsworthy Gurney (1793–1875) odbył pierwszą długodystansową podróż z Londynu do Bath powozem parowym własnej konstrukcji. Powóz Gurneya pokonał 338 km, jadąc ze średnią prędkością 23 km/h. Gurney skonstruował następnie pojazdy służące do ciągnięcia powozów – „konie parowe”, które w 1830 roku zastosował brytyjski pionier motoryzacji Charles Dance do przewozu pasażerów pomiędzy Cheltenham a Gloucester. Podczas czterech miesięcy istnienia linii, pojazdy odbyły 396 podróży, przewożąc prawie 3 tys. pasażerów. Po protestach dorożkarzy, działalność przewozowa została wstrzymana. Kolejne próby zastosowania pojazdów Gurneya do przewozu pasażerów w Glasgow (1831), Londynie (1833) i na trasie od Plymouth do Devonportu (1837) nie powiodły się wobec oporu obywateli, którzy oskarżali nowe środki transportu o dewastację dróg i mostów, emisję gryzących dymów i straszenie koni.
W 1827 roku brytyjski wynalazca Walter Hancock (1799–1852) opracował ulepszoną wersję silnika parowego, który zużywał o połowę mniej paliwa niż silnik Gurneya. Hancock zbudował „autobusy parowe”, które były zastosowane do przewozu pasażerskiego w Londynie.

## Pojazdy o napędzie spalinowym

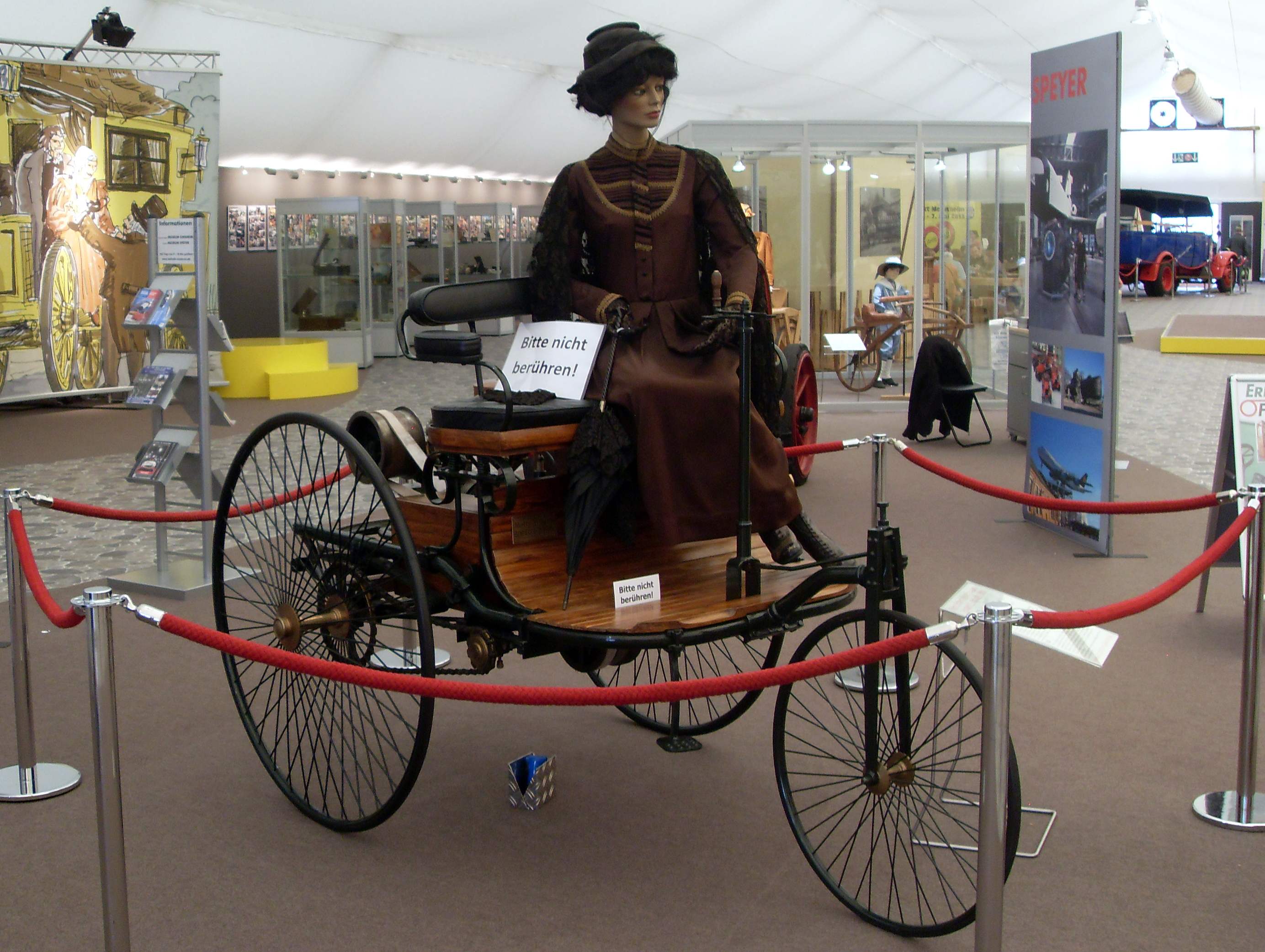
Trójkołowy pojazd zbudowany przez Benza – Benz Patent-Motorwagen Nummer 1

Skonstruowanie przez belgijskiego wynalazcę Étienne’a Lenoira (1822–1900) pierwszego silnika o spalaniu wewnętrznym w 1860 roku, zainspirowało niemieckiego wynalazcę Nikolausa Otto (1832–1891) do skonstruowania silnika czterosuwowego, który opatentował w 1876 roku. Wcześniej, w 1862 roku, silnik czterosuwowy został opisany i opatentowany przez francuskiego inżyniera Alphonse’a Beau de Rochasa (1815–1893), jednak opis w patencie nie był wystarczająco dokładny, co pozwoliło Otto na uzyskanie własnego patentu. W latach 80. XIX w., kiedy Otto oskarżył producentów francuskich o nielegalne wykorzystanie jego patentu, ci powołali się na wynalazek de Rochasa. Patent Otto został skasowany i wszyscy przemysłowcy mogli stosować silnik czterosuwowy bez opłat patentowych.
W 1883 roku byli asystenci Otto, Gottlieb Daimler (1834–1900) i Wilhelm Maybach (1846–1929) opracowali jednocylindrowy czterosuwowy silnik spalinowy, a jako paliwo zastosowali benzynę. Wybór benzyny jako paliwa nie był oczywisty, znane były różne frakcje ropy naftowej, a w powszechnym użyciu była oliwa z oliwek oraz olej rzepakowy. Daimler opatentował silnik w 1885 roku.
W 1885 roku Carl Benz (1844–1929) zbudował samochód trójkołowy z takim silnikiem – Benz Patent-Motorwagen Nummer 1, który rozwijał prędkość 16 km/h. Benz, który opatentował pojazd w 1886 roku, uważany jest za konstruktora pierwszego samochodu. W 2011 roku patent Benza DRP 37435 „Fahrzeug mit Gasmotorenbetrieb” został wpisany na międzynarodową Listę UNESCO najbardziej wartościowych dokumentów – Pamięć Świata (ang. Memory of the World).
Benz zaczął udoskonalać swój pojazd w zakładach swojej firmy Benz & Cie. Rheinische Gasmotorenfabrik w Mannheim i w 1888 roku wypuścił na rynek ulepszoną wersję swojego pojazdu, która spotkała się z dużym zainteresowaniem, lecz nie znalazła wielu nabywców. 5 sierpnia 1888 roku żona Benza, Bertha, w tajemnicy przed mężem udała się wraz z nastoletnimi synami w podróż z Mannheim do Pforzheim samochodem skonstruowanym przez męża. Podczas podróży osobiście dokonywała koniecznych napraw, jak przetkanie rurki doprowadzającej paliwo do gaźnika przy pomocy szpilki do włosów. Tym samym zapisała się w historii jako pierwsza osoba, której udało się samodzielnie pokonać samochodem ponad stukilometrowy dystans (105 km). Wyprawa Berthy Benz przyniosła wielki rozgłos, co przełożyło się na zwiększenie sprzedaży samochodów Benza.
W 1886 roku Daimler skonstruował kolejny pojazd ze swoim silnikiem – pierwszy samochód czterokołowy. W 1890 roku Daimler założył własne przedsiębiorstwo Daimler-Motoren-Gesellschaft.
W 1897 roku Rudolf Diesel (1858–1913) skonstruował silnik o zapłonie samoczynnym, który początkowo był zawodny i znalazł zastosowanie w produkcji seryjnej samochodów osobowych dopiero w 1936 roku.

## Pojazdy o napędzie elektrycznym
Odkrycia Michaela Faradaya (1791–1867) indukcji elektromagnetycznej i samoindukcji zaowocowały budową pierwszej prądnicy, transformatora i pierwszego silnika elektrycznego. W połowie XIX w. rozpoczęto prace nad pojazdem na baterię elektryczną. Pierwsze eksperymenty z użyciem baterii jednorazowych zakończyły się fiaskiem. Wynalezienie w 1859 roku akumulatora kwasowo-ołowiowego przez francuskiego fizyka Gastona Planté (1834–1889) umożliwiło dalsze prace nad pojazdami o napędzie elektrycznym.
Budowa pierwszego pojazdu o napędzie elektrycznym przypisywana jest francuskiemu inżynierowi Gustave’owi Trouvé (1839–1902), który w 1881 roku zaprezentował w Paryżu trycykl o napędzie elektrycznym. W tym samym roku brytyjski fizyk William Edward Ayrton (1847–1908) i inżynier John Perry (1850–1920) skonstruowali elektryczny trycykl drogowy, który rozwijał prędkość 14 km/h i miał zasięg 16–40 km.
W 1888 roku niemiecki przedsiębiorca Andreas Flocken (1845–1913) opracował projekt czterokołowego samochodu osobowego o napędzie elektrycznym – napędzany był przy pomocy akumulatora kwasowo-ołowiowego. Najprawdopodobniej był to pierwszy elektryczny samochód osobowy na świecie.
W 1889 roku w Londynie zaczęto testować pierwsze autobusy o napędzie elektrycznym, które rozwijały prędkość 11 km/h. W 1899 roku belgijski kierowca Camille Jenatzy (1868–1913) w swoim samochodzie elektrycznym La Jamais Contente po raz pierwszy przekroczył prędkość 100 km/h.

## Koniec XIX w. – początek XX w.
Samochody zostały relatywnie szybko zaakceptowane jako alternatywny środek transportu w stosunku do koni. Wiązało się to głównie z ich „czystością”. Wraz z rozwojem miast, które polegały na transporcie konnym, coraz większym problemem były odchody końskie, nieprzyjemne odory i ryzyko chorób. Samochody wydawały się być idealnym środkiem transportu. Pozostawały jednak dobrem luksusowym, kupowanym przez najbardziej zamożnych, a przedsiębiorstwa motoryzacyjne nie skłaniały się ku produkcji samochodu dla szerszego grona odbiorców, ponieważ rynek chłonął wszystko, co produkowały.
Na przełomie XIX i XX w. trwała zacięta rywalizacja między samochodami o napędach parowym, elektrycznym i spalinowym. W 1900 roku austriacki przedsiębiorca Ludwig Lohner (1858–1925) i konstruktor Ferdinand Porsche (1875–1951) zaprezentowali na wystawie światowej w Paryżu jeden z pierwszych samochodów hybrydowych o napędzie spalinowo-elektrycznym, który jednak nie został skierowany do produkcji z uwagi na wysokie koszty.
Na początku XX w. 40% samochodów w Stanach Zjednoczonych było na napędzie parowym, 38% – elektrycznym i 22% spalinowym.

### Napęd parowy
Napęd parowy był sprawdzony i powszechnie stosowany w wielu maszynach. Silnik parowy nie wymagał stosowania biegów, był relatywnie cichy i nie wytwarzał wibracji jak silnik spalinowy. Pozwalał również na osiągnięcie dużych prędkości – w 1906 roku samochód parowy skonstruowany przez przedsiębiorstwo Stanley – Stanley Rocket – pobił rekord prędkości, jadąc ponad 200 km/h. Samochody parowe były szczególnie popularne w Stanach Zjednoczonych. Na przełomie wieków wiodącym producentem na amerykańskim rynku motoryzacyjnym była firma Locomobile Company of America budująca samochody o napędzie parowym, która w latach 1899–1902 wyprodukowała 6 tys. pojazdów tego typu.
Rozwój parowego transportu drogowego w Wielkiej Brytanii został zastopowany przez lobby kolejowe i restrykcyjne prawo – tzw. Locomotive Act z 1865 roku wprowadził nakaz ograniczenia prędkości drogowych pojazdów o napędzie parowym do 3,2 km/h na terenie zabudowanym i 6,4 km/h poza nim, Red Flag Act z 1865 roku ustanawiał, że każdy drogowy pojazd pasażerski o napędzie parowym musiał mieć trzech członków załogi, przy czym jeden z nich musiał iść 60 yd (54,86 m) przed pojazdem, trzymając czerwoną flagę za dnia i latarnię w nocy.
Chociaż samochody nie wymagały „nakręcania”, to przed podjęciem jazdy trzeba było czekać na przejście wody w parę wodną. Wytwarzanie pary wymagało stałej kontroli podczas jazdy, by nie zostać bez paliwa. Konsumpcja wody była ogromna – przejechanie Wielkiej Brytanii wymagało zużycia 5 ton wody. Napęd parowy okazał się niepraktyczny z uwagi na zastosowanie silnika o spalaniu zewnętrznym.

### Napęd elektryczny
Samochody o napędzie elektrycznym nie pozwalały na szybkie przemieszczanie się na długich dystansach – elektryczne samochody osobowe rozwijały prędkość 24–30 km/h i miały zasięg ok. 50–65 km. Baterie były ciężkie i wymagały regularnego ładowania, co było bardzo kłopotliwe z uwagi na brak odpowiedniej infrastruktury. Zaletą ich jednak było to, że silnik elektryczny nie wymagał stosowania biegów, był cichy, nie produkował spalin i nie wytwarzał wibracji jak silnik spalinowy.

### Napęd spalinowy
Pierwsze pojazdy o napędzie spalinowym wprowadził na rynek Carl Benz, którego pierwszym klientem w 1888 roku był Émile Roger. W 1888 roku Benz zatrudniał 50 pracowników do produkcji trycykla, a w 1893 roku rozpoczął produkcję samochodów czterokołowych. W 1899 roku sprzedał 600 samochodów.
Wraz z pojawieniem się samochodów, zaczęły pojawiać się innowacje w celu usprawnienia i wyższego komfortu jazdy. W 1891 roku francuski konstruktor Émile Levassor (1843–1897) zastosował napęd na przednie koła. W 1895 roku bracia André i Édouard Michelin wprowadzili ogumienie pneumatyczne na wymiennej obręczy. Samo ogumienie pneumatyczne zostało opatentowane wcześniej w 1888 roku przez irlandzkiego lekarza weterynarii Johna Boyda Dunlopa (1840–1921).
Kolejne samochody o napędzie spalinowym zaczęły powstawać w Niemczech, we Francji, w Stanach Zjednoczonych i we Włoszech.

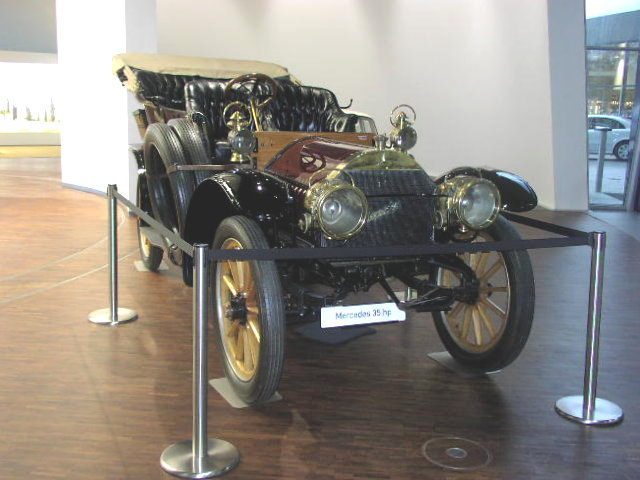
Mercedes 35 PS, Mercedes-Benz Welt

W 1901 roku Daimler wyprodukował pierwsze auto marki Mercedes – Mercedes 35 PS, w którym zastosowano techniczne rozwiązania nowoczesnego samochodu. Austriacki przedsiębiorca Emil Jellinek (1853–1918), który był przedstawicielem Daimlera na Lazurowym Wybrzeżu, zagwarantował firmie sprzedaż 36 samochodów pod warunkiem, że Daimler wyprodukuje nowe auto według jego specyfikacji, zdolne do wygrania wyścigu z konkurencyjnymi autami francuskimi. Ponadto aby nie zrazić francuskich klientów niemiecką nazwą, nowy wóz miał nazywać się Mercedes od imienia córki Jellinka – Mercédès Jellinek (1889–1929), która słynęła z piękności wśród zamożnych Francuzów na riwierze. Firma przystała na warunki i skonstruowała samochód z czterosuwowym silnikiem o mocy 35 koni mechanicznych, innowacyjnym systemem chłodzenia i skrzynią biegów (które używane są do dziś). Jellinek wygrał wyścig, a samochód szybko zyskał popularność.
We Francji pierwszy samochód o napędzie spalinowym wyprodukowała w 1890 roku firma Peugeot, kolejny w tym samym roku firma Panhard et Levassor.
W Stanach Zjednoczonych pierwszy samochód z silnikiem o spalaniu wewnętrznym został zbudowany w 1893 roku w Springfield przez braci Charlesa Duryea (1861–1938) i Franka Duryea (1869–1967). Bracia założyli firmę Duryea Motor Wagon Company i do 1898 roku zbudowali 13 aut. Pierwsze samochody o napędzie spalinowym zaczęła produkować masowo firma Oldsmobile, która w 1901 roku sprzedała 425 pojazdów, a trzy lata później już 5500. Podczas gdy w 1895 roku wyprodukowano w Stanach Zjednoczonych jedynie cztery samochody, w roku 1900 zarejestrowanych było ich już 8 tys.
We Włoszech pierwszą firmą, która zbudowała samochód była Stefanini-Martina w 1896 roku, następną Isotta Fraschini w 1898 roku i Fiat – firma założona w 1899 roku przez Giovanniego Agnelliego (1866–1945). W 1906 roku Vincenzo Lancia i jego przyjaciel Claudion Fogolin założyli przedsiębiorstwo Lancia produkujące samochody osobowe.
W 1909 roku August Horch założył przedsiębiorstwo o nazwie Audi (łac. audi to niem. horch – tryb rozkazujący od horchen, pol. nasłuchiwać).
W Belgii samochody zaczęły produkować Minerva, Métallurgique i Excelsior, w Szwajcarii Martini, w Austrii Austro-Daimler, Steyr i Gräf & Stift, w Czechosłowacji Škoda i Tatra.
Pojawiły się kolejne innowacje: hamulec mechaniczny na cztery koła (1907), samochód z mostem tylnym o niezależnie zawieszonych kołach (1913), rozrusznik elektryczny i oświetlenie elektryczne (1919).

## Samochody o napędzie spalinowym

### Produkcja masowa

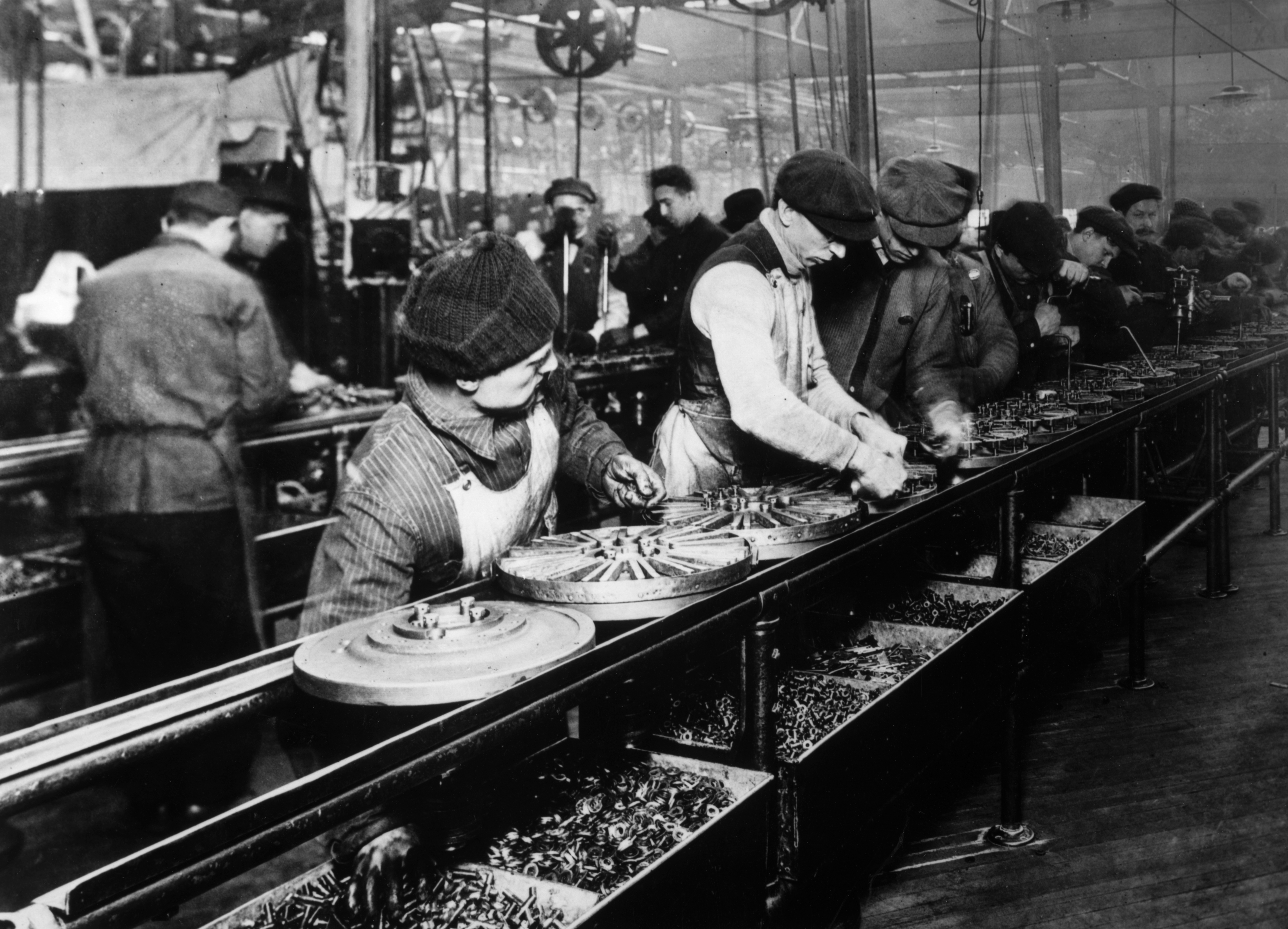
Linia produkcyjna Forda, 1913

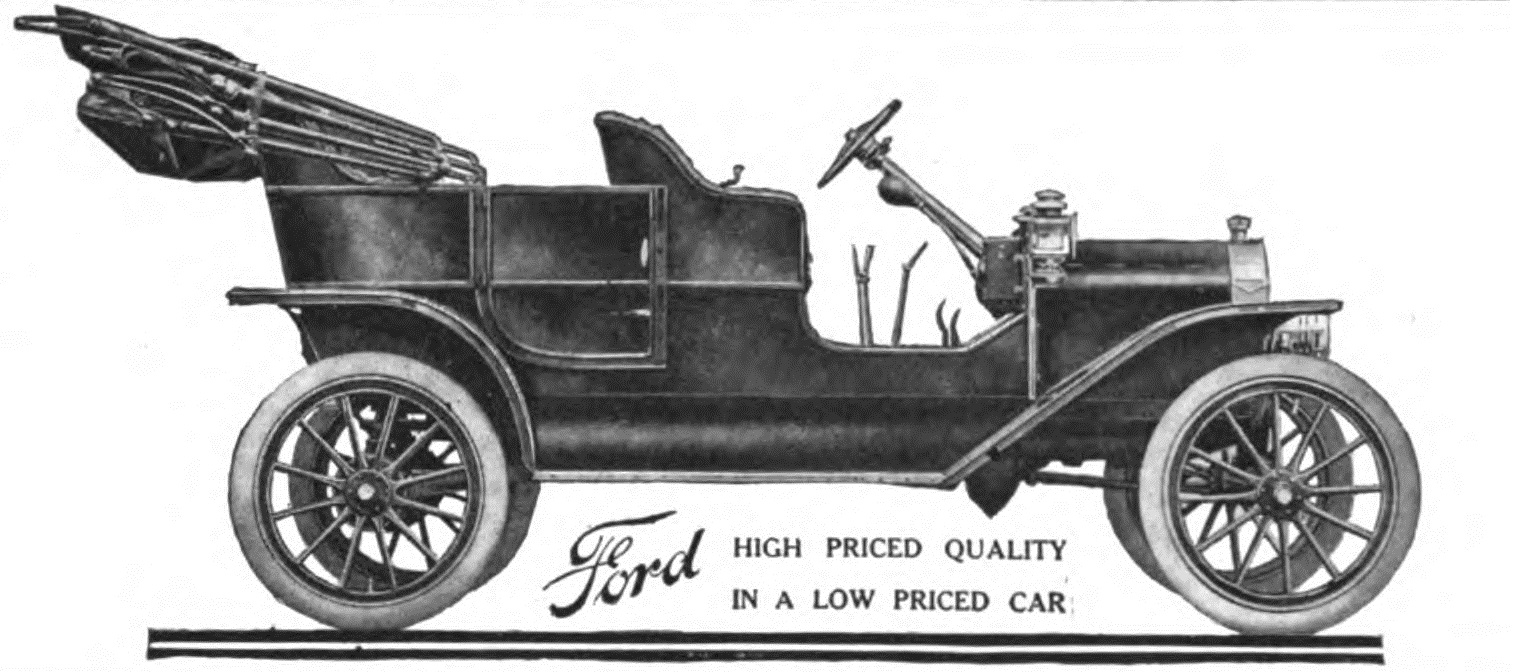
Ford Model T, 1908

W czerwcu 1903 roku amerykański przedsiębiorca Henry Ford (1863–1947) założył w Detroit firmę produkującą samochody – Ford Motor Company. W pierwszym roku działalności Ford sprzedał 1700 samochodów. W 1908 roku wprowadził na rynek nowy model – Ford Model T, który cieszył się tak wielkim popytem, że Ford, by sprostać zapotrzebowaniu, musiał usprawnić proces produkcji. W 1911 roku otworzył w Kansas City pierwszy zakład składający samochody oraz pierwszy zakład poza granicami USA – w Manchesterze w Wielkiej Brytanii. W 1913 roku wprowadził pierwszą na świecie linię montażową, a w 1914 roku dniówkę pięciu dolarów za ośmiogodzinny dzień pracy. Dzięki tym usprawnieniom Ford zaczął masową produkcję, która pozwoliła na obniżenie kosztów, a przez to i na obniżenie ceny samochodów. Innowacyjna forma organizacji pracy wprowadzona przez Forda zyskała miano fordyzmu.
W połowie 1914 roku było w użytku ponad 500 tys. samochodów Ford Model T. W 1923 roku Ford produkował już połowę wszystkich samochodów w Stanach Zjednoczonych. Firma Ford rozwijała się globalnie – pod koniec lat 20. XX w. miał 20 zakładów produkcyjnych poza granicami USA. W okresie od 1908 do 1927 roku Ford wyprodukował ponad 15 milionów Forda Modelu T.

### Lata 20. i 30. XX wieku
Od 1911 roku producenci amerykańscy byli coraz silniej obecni na rynku europejskim. Powstałe w 1908 roku przedsiębiorstwo General Motors Corporation przejęło brytyjską firmę Vauxhall i niemieckiego Opla. Do produkującego w Europie Forda dołączyły Chrysler i Hudson. Kilkanaście państw europejskich wprowadziło politykę protekcjonistyczną w postaci wyższego opodatkowania i oclenia samochodów amerykańskich. Wielkie samochody amerykańskie stały się dużo droższe, tak, że w Europie powstała cała generacja małych samochodów uniwersalnych – dla wszystkich – takich jak Austin 7 czy Fiat Topolino, które przełamały dominację Forda w Europie.
W latach 20. XX w. wiele europejskich firm motoryzacyjnych przeszło okres rozkwitu, m.in. brytyjskie Austin Motor Company, Morris Motor Company i Singer, włoski Fiat czy francuski Citroën.
Pojawiły się również kolejne usprawnienia techniczne: hamulce pneumatyczne (1924), hamulce hydrauliczne i centralne smarowanie (1925) czy bezpieczne (klejone) szyby samochodowe (1926).
Rozkwitał rynek szybkich samochodów luksusowych. Brytyjska firma Rolls-Royce produkowała model Rolls-Royce Silver Ghost przez dwadzieścia lat od 1906 roku. Inne firmy specjalizujące się w samochodach luksusowych w tym okresie to hiszpańsko-francuska Hispano-Suiza, francuskie Bugatti, Delage, Delahaye, Hotchkiss, Talbot i Voisin, amerykańskie Duesenberg, Cadillac, Packard i Pierce-Arrow, niemieckie Horch, Maybach i Mercedes-Benz, belgijska Minerva i włoski Isotta Fraschini. Najdroższym standardowym samochodem osobowym był Bugatti Royale, których zbudowano sześć sztuk.
Po krachu giełdowym w 1929 roku, załamał się nie tylko rynek samochodów luksusowych, ale wielki kryzys lat 1929–1933 przyniósł załamanie przemysłu motoryzacyjnego. Rynek amerykański został zdominowany przez trzy firmy: General Motors, Ford i Chrysler – nazwane Wielką Trójką.

#### Narodziny przemysłu motoryzacyjnego w Polsce

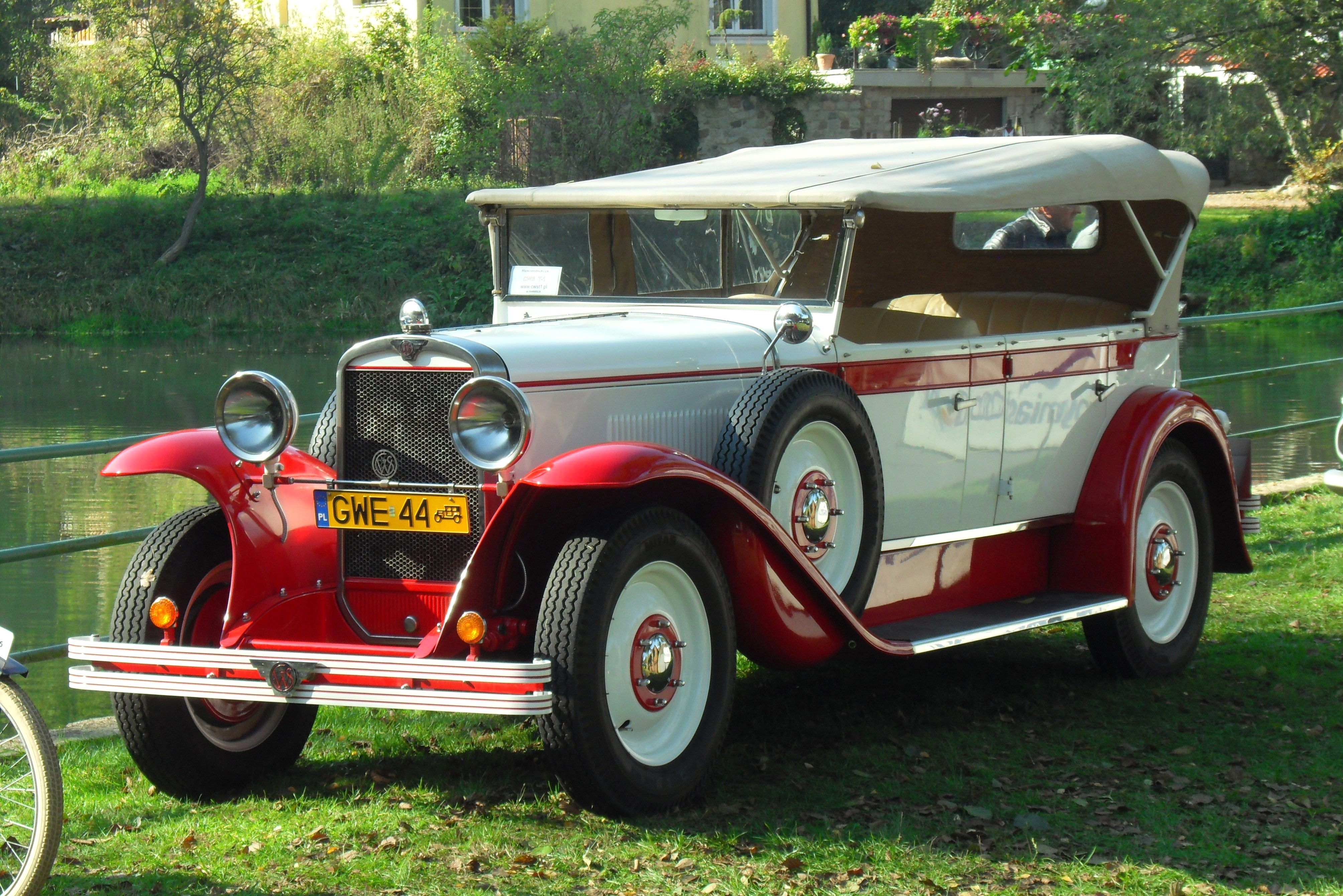
Replika CWS T-1 torpedo, 2014

Przemysł motoryzacyjny zaczął być również rozwijany w Polsce. Pierwszą na terenie teraźniejszej Polski fabrykę samochodów otworzył w Elblągu w 1906 roku Franz Komnick – była to Automobilfabrik Komnick AG .
Po odzyskaniu niepodległości w 1918 roku, na terenach Polski nie było zakładów produkujących samochody czy części zamienne, infrastruktura nie była dobrze rozwinięta, a zaplecze techniczne tworzyły warsztaty rzemieślnicze. W 1918 roku powstały w Warszawie Centralne Warsztaty Samochodowe (CWSam), które początkowo zajmowały się naprawami i remontami. W 1920 roku CWSam wykonały serię nadwozi do samochodów marek zagranicznych, czym zapoczątkowano własną działalność produkcyjną. Wkrótce wyprodukowano 16 samochodów pancernych FT-B konstrukcji Tadeusza Tańskiego (1892–1941). W latach 1922–1923 w CWSam powstał pierwszy polski samochód osobowy – CWS T-1, skonstruowany przez Tańskiego przy współpracy Roberta Gabeau i Stanisława Panczakiewicza (1900–1982). Produkcja CWS T-1 ruszyła w 1928 roku.

#### Niemiecki samochód dla mas –Volkswagen

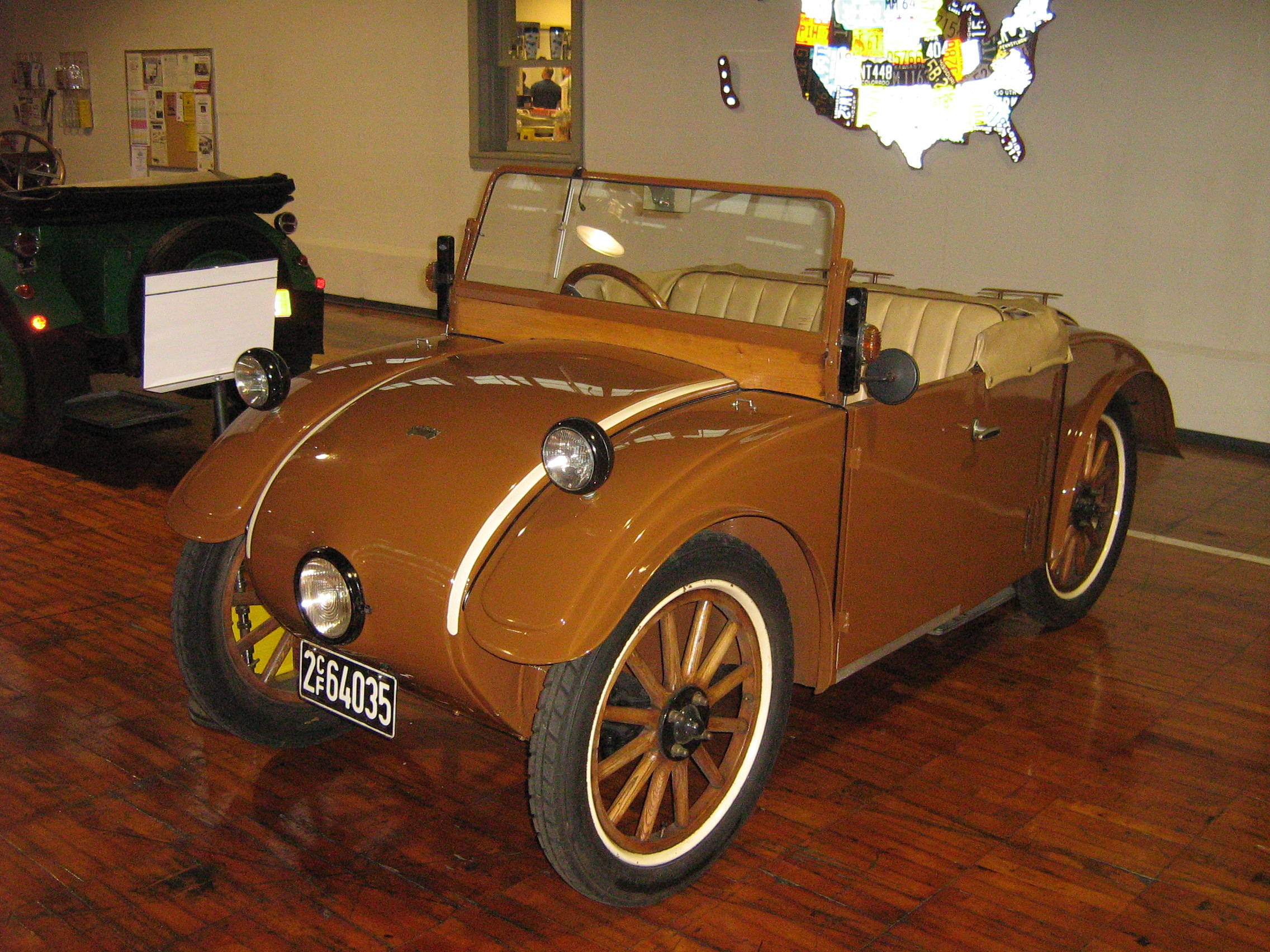
Hanomag 2/10 PS – pierwszy niemiecki samochód dla mas

W Niemczech po przegranej I wojnie światowej, trapionych kryzysem i hiperinflacją, producenci samochodów nie stosowali organizacyjnych rozwiązań Forda, byli rozdrobnieni – w 1927 roku na rynku niemieckim funkcjonowało 27 firm motoryzacyjnych – i mniej konkurencyjni wobec gigantów amerykańskich. Jedynie Opel, w rękach amerykańskiego GM, przeszedł na system taśmowy, obniżając koszty i zwiększając zdolności produkcyjne. W 1928 roku produkował połowę wszystkich niemieckich aut. Działająca od 1916 roku firma BMW zaczęła w 1928 roku produkcję tanich BMW Dixi bazujących na modelu Austin 7, który okazał się zbyt mały, by konkurować z Oplem. Konkurencyjny okazał się jedynie Hanomag 2/10 PS nazwany żartobliwie Kommissbrot (pol. komiśniak) konstrukcji hanowerskiej firmy Hanomag – pierwszy niemiecki samochód dla mas.
Po dojściu Hitlera do władzy w 1933 roku, naziści planowali masową motoryzację Niemiec, wspierając przemysł motoryzacyjny i budując sieć nowoczesnych autostrad. W marcu 1934 roku, podczas międzynarodowego show motoryzacyjnego Hitler ogłosił, że niemiecki przemysł ma wyprodukować samochód dla milionów odbiorców, który gazeta Leipziger Neueste Nachrichten określiła mianem Volkswagen. Auto miało kosztować mniej niż 1000 reichsmarek, a zlecenie na jego konstrukcję otrzymał Ferdinand Porsche (1875–1951), który od jakiegoś czasu nosił się z zamiarem budowy Volksauto. Odpowiedzialnym za projekt została organizacja Deutsche Arbeitsfront (DAF), która w 1937 roku wyłożyła kapitał na powstanie Gesellschaft zur Vorbereitung des Volkswagens (tłum. Towarzystwo na rzecz przygotowania volkswagena), które w 1939 roku zostało przekształcone w przedsiębiorstwo Volkswagen. Organizacja Kraft durch Freude (KdF) utworzyła system oszczędności, w którym chętni mogli odkładać 5 reichsmarek miesięcznie, by po zebraniu sumy 990 reichsmarek otrzymać talon na samochód. W 1939 roku w systemie tym uczestniczyło 270 tys. ludzi, lecz wraz z wybuchem II wojny światowej i przestawieniem produkcji na potrzeby wojska, nikt samochodu nigdy nie otrzymał.

### Po II wojnie światowej
Po zniszczeniach wojennych wiele fabryk samochodowych w Europie musiało zostać odbudowane. W Stanach Zjednoczonych fabryki zostały przestawione relatywnie szybko z produkcji wojskowej na cywilną. Do produkcji wprowadzono zaadaptowane modele przedwojenne.
Podczas gdy w Stanach przeważały modele wielkich samochodów, w Europie produkowano małe wozy z uwagi na sprzyjający system podatkowy. W 1945 roku w Wolfsburgu zaczęto budować pierwsze Volkswageny Typu 1, które od 1949 roku eksportowano do Wielkiej Brytanii, państw brytyjskiej Wspólnoty Narodów i do USA.
W 1948 roku francuski Citroën rozpoczął produkcję modelu Citroën 2CV, który był produkowany przez 42 lata i sprzedany w liczbie ponad 5 milionów egzemplarzy. W 1950 roku szwedzki Saab rozpoczął seryjną produkcję modelu Saab 92 z napędem przednim. W 1955 roku Citroën zaprezentował nowy model – Citroën DS – wówczas najbardziej zaawansowany technicznie model na świecie – z system hydropneumatycznym, który obsługiwał samopoziomujące się zawieszenie, hamulce i układ sterowniczy. W 1957 roku we Włoszech pojawił się Fiat 500, którego wyprodukowano do 1977 roku w liczbie ponad 4 milionów egzemplarzy. W 1959 roku Alec Issigonis (1906–1988) zbudował pierwszy egzemplarz Mini Morris, którego sprzedano do 1988 roku w liczbie ponad 5 milionów egzemplarzy.
W Wielkiej Brytanii zaczęto produkcję samochodów sportowych rozwijających coraz większe prędkości, m.in. Healey czy Jaguar XK120. Samochody sportowe były eksportowane do USA, gdzie znajdowały nabywców wśród dawnych żołnierzy służących w Europie.
W 1947 roku Ferrari wyprodukowało swój pierwszy samochód sportowy, a późniejszy Ferrari 166 S wygrał w 1949 roku trzy wyścigi: Mille Miglia, Spa 24 Hours i 24h Le Mans.
W 1948 roku amerykański przedsiębiorca, Preston Tucker (1903–1956), zaprezentował samochód Tucker Torpedo z niezależnym zawieszeniem wszystkich kół, 4-biegową skrzynią biegów, reflektorem Cyclop’s Eye zamontowanym centralnie i poruszającym się wraz z ruchami kierownicy, gąbczastą „poduszką bezpieczeństwa” z przodu i 6-cylindrycznym silnikiem, których wyprodukowano jedynie 51 sztuk.
W Stanach Zjednoczonych silniki V8 stały się powszechne, coraz więcej aut było wyposażonych w automatyczną skrzynię biegów i klimatyzację. W latach 50. XX w. amerykańskie samochody charakteryzowały się wyszukanym designem ze statecznikami i innymi detalami zainspirowanymi lotnictwem, a także chromowaniem. Powstały wówczas takie modele jak Chevrolet Bel Air, Plymouth Fury, Chrysler New Yorker, Edsel Corsair czy V generacja Cadillac Series 62. Ich szczyt przypadł na 1959 rok.
W Japonii, produkcję wznowił Datsun i zaczęła Toyota, które od 1958 roku eksportowały na rynek amerykański.

#### Przemysł samochodowy w Polsce
Po wojnie przemysł samochodowy został zbudowany prawie od podstaw. W 1951 roku powstały Fabryka Samochodów Osobowych (FSO) w Warszawie i Fabryka Samochodów Ciężarowych w Lublinie. Ponadto powstały m.in. Zakłady Starachowickie, Jelczańskie Zakłady Samochodowe, Sanocka Fabryka Autobusów, Zakład Samochodów Dostawczych FSO w Nysie. Produkowano wiele własnych i licencyjnych samochodów osobowych, takich jak FSO Warszawa, FSO Syrena, Polski Fiat 125p i Polski Fiat 126p czy FSO Polonez.

### Lata 60. i 70. XX w.
W latach 60. XX w. popularność zdobyły samochody o wyjątkowo wysokich osiągach (ang. muscle car) produkowane głównie w Stanach Zjednoczonych i Australii, takie jak Pontiac GTO oraz pony cars takie jak Ford Mustang.
We Włoszech, w 1962 roku Ferruccio Lamborghini (1916–1993), rzekomo rozczarowany posiadanym Ferrari 250 GT, założył własną firmę Lamborghini, by wyprodukować perfekcyjny grand tourer. Pierwszym samochodem było Lamborghini 350 GT. W 1963 roku Porsche zaprezentowało jeden z najpopularniejszych samochodów sportowych w historii, model 911.
W 1962 roku pojawił się Jeep Wagoneer uznawany za pierwszy na świecie samochód typu SUV. Pierwszy europejski SUV – Range Rover powstał w Wielkiej Brytanii w 1970 roku.
W 1964 roku rozpoczęto produkcję NSU Spider – pierwszego auta z silnikiem Wankla.
W latach 70. XX w. zaczęły powstawać supersamochody nastawione na rozwijanie jak największych prędkości, m.in. De Tomaso Pantera, Ferrari Berlinetta Boxer czy Lancia Stratos HF.
Producenci w Stanach Zjednoczonych skoncentrowali się na poprawie bezpieczeństwa jazdy i spełnienia norm ochrony środowiska ustanowionych prawnie w 1966 roku. Zostały wprowadzone m.in. niskoemisyjne silniki, pasy bezpieczeństwa i wzmocnione zderzaki.
W 1974 roku pojawił się Volkswagen Golf – prekursor najpopularniejszej w Europie klasy kompaktowej.

### Lata 80. XX w.
W latach 80. XX w. popularność zdobyły samochody typu minivan takie jak Dodge Caravan. W 1980 roku GM wprowadził nowy typ – sedana o napędzie przednim z silnikiem poprzecznym, który zdominował rynek przez kolejną dekadę. Samochody stały się mniejsze i lżejsze, a ośmiocylindrowy silnik V8 został zastąpiony silnikiem sześciocylindrowym V6.
W 1980 roku Audi wprowadziło na rynek model Audi Quattro, który spopularyzował napęd na cztery koła. W 1981 roku Mercedes-Benz po raz pierwszy wyposażył seryjnie produkowany samochód – Mercedes-Benz W126 w poduszkę powietrzną.

### Koniec XX w.
W latach 90. XX w., wobec stabilnych cen benzyny, dużą popularnością zaczęły cieszyć się samochody typu SUV. Ich popularność spadła wraz ze wzrostem cen paliwa, a na początku XXI w. producenci przestawili się na samochody typu crossover.
W okresie tym udoskonalano elektroniczne systemy kontroli i wspomagania jazdy, m.in. ABS, ASR czy ESP.

## Samochody o napędzie hybrydowym
Po kryzysie paliwowym w latach 1973–1974, odżyło zainteresowanie napędem elektrycznym i podjęto prace nad stworzeniem nowoczesnych samochodów elektrycznych. W Stanach Zjednoczonych powstały dwuosobowy CitiCar o plastikowej karoserii z akumulatorem kwasowo-ołowiowym, produkowany w latach 1974–1976 i ComutaCar (1978–1981). Spadające ceny ropy naftowej przyczyniły się do zaniechania dalszych prac nad samochodem elektrycznym.
Zainteresowanie napędem elektrycznym powróciło w latach 90. XX w. pod wpływem obaw o stan środowiska i zmian klimatycznych. W 1990 roku Kalifornia wydała zarządzenie, by w ciągu 8 lat 2% sprzedawanych aut było bezemisyjnych. W 1996 roku General Motors przedstawiło model General Motors EV1, który jednak został wycofany z produkcji w roku 2000.
W 1997 roku Toyota przedstawiła samochód o napędzie hybrydowym – Toyotę Prius, która wyposażona była w silnik elektryczny i silnik spalinowy wspomagający napęd elektryczny. Pierwszym amerykańskim samochodem hybrydowym był SUV Ford Escape Hybrid z 2004 roku.
W 1999 roku Brazylia ustanowiła, że wszystkie nowe samochody sprzedawane po roku 2003 muszą być pojazdami z zasilaniem flex fuel (FFV) z użyciem paliwa zawierającego do 85% etanolu (E85).

## Samochody o napędzie wodorowym

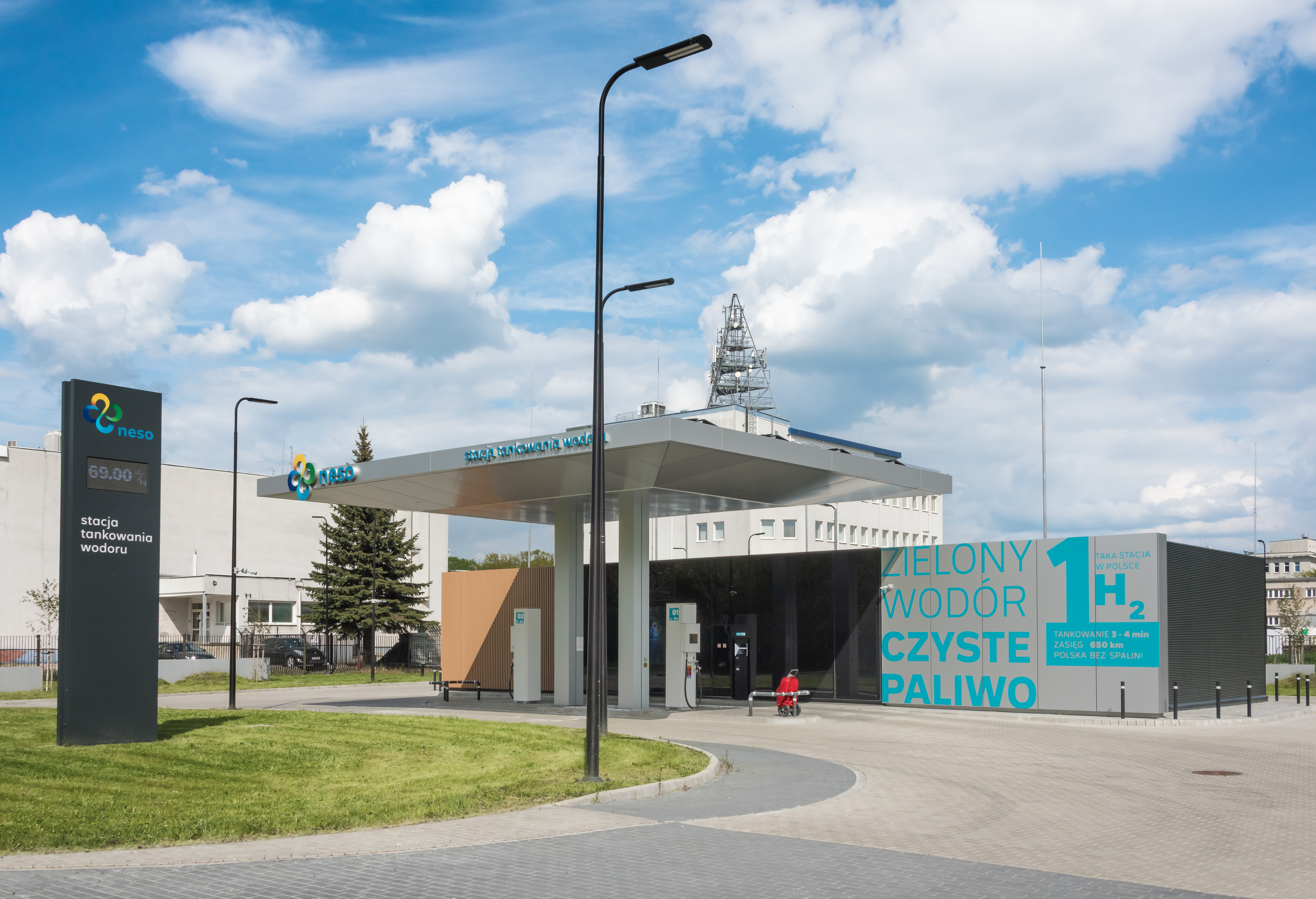
Stacja tankowania wodoru przy ul. Tango w Warszawie

Wodór może być wykorzystany dwojako – płynny wodór jako paliwo dla silnika o spalaniu wewnętrznym lub jako paliwo dla ogniw paliwowych zasilających samochody elektryczne.
Honda zaprezentowała prototyp elektrycznego samochodu o napędzie wodorowym w 1999 roku – Honda FCX. Od 2008 roku zaczęto produkcję Hondy FCX Clarity, a od 2016 roku Hondy Fuel Cell. Honda FCX Clarity to pierwszy seryjne produkowany i sprzedawany w formie leasingu samochód z silnikiem wodorowo-elektrycznym na świecie. W 2013 roku Hyundai uruchomił seryjną produkcję samochodu o napędzie wodorowym – Hyundaia ix35 FCEV. W 2014 roku Toyota rozpoczęła seryjną produkcję swojego samochodu zasilanego wodorowymi ogniwami paliwowymi – Toyoty Mirai. W 2018 roku Hyundai zaprezentował prototyp elektrycznego SUV o napędzie wodorowym – Hyundaia Nexo.
Zasięg elektrycznych samochodów o napędzie wodorowym ograniczony jest dostępnością stacji tankowania wodoru – np. w Stanach Zjednoczonych tego typu stacje funkcjonują jedynie w Kalifornii. W Polsce pierwsza stacja tankowania wodoru została otwarta w 2023 roku przy ul. Tango w Warszawie.

## Samochody autonomiczne
Początki samochodów autonomicznych sięgają lat 20. XX w., kiedy to w 1921 roku pierwszy pojazd tego typu został zaprezentowany przez inżynierów Radio Air Service na lotnisku w Dayton w Ohio. Był to pojazd sterowany drogą radiową z jadącego za nim samochodu ciężarowego. W 1925 roku nowojorskim Broadwayem przejechał American Wonder – pojazd skonstruowany przez firmę Houdina Radio Control i również sterowany drogą radiową z jadącego za nim samochodu.
Wizja bezzałogowych samochodów przyszłości została zaprezentowana podczas Wystawy Światowej w Nowym Jorku w 1939 roku. General Motors zasponsorował miniaturowy model miasta przyszłości – Futuramę – autorstwa Normana Bel Geddesa (1893–1958), gdzie autonomiczne samochody miały poruszać się przy pomocy sygnałów radiowych i silnych magnesów umieszczonych pod nawierzchnią dróg. General Motors podjęło próbę budowy takich pojazdów, która szybko została porzucona z uwagi na olbrzymie koszty.
W latach 70. XX w. specjalista z zakresu robotyki na Carnegie Mellon University Hans Moravec skonstruował pierwszy pojazd sterowany komputerowo, który mógł rozpoznawać i omijać przeszkody. Kamera zamontowana na pojeździe przesyłała obrazy otoczenia do komputera, który kierował pojazd w odpowiednią stronę. Komputer potrzebował jednak dużo czasu na analizę, przez co pojazd poruszał się bardzo wolno – 1 m co 10–15 minut. W latach 80. XX w. programy rozwoju samochodów autonomicznych prowadzono na Carnegie Mellon University – m.in. Navlab i na Uniwersytecie Bundeswehry w Monachium we współpracy z firmą Mercedes-Benz. W latach 1987–1995 prowadzono projekt modernizacji europejskiej sieci drogowej PROMETHEUS, w ramach którego prowadzono również prace nad bezzałogowymi samochodami. Projekt finansowany był w ramach sieci EUREKA – międzyrządowej sieci wspierającej projekty badawczo-rozwojowe i innowacji, zrzeszającej 41 państw, w tym Unię Europejską reprezentowaną przez Komisję Europejską oraz trzy kraje stowarzyszone – Kanadę, RPA i Republikę Korei.
Od tej pory wiele większych firm i instytutów badawczych opracowuje prototypy samochodów autonomicznych, m.in. Nissan – NSC-2015 z 2012 roku, Mercedes-Benz – Mercedes-Benz F015 z 2015 roku, Toyota – Toyota Yui, Google – obecnie Waymo i Uber.
W Stanach Zjednoczonych, 22 stany mają prawodawstwo związane z samochodami autonomicznymi (stan na czerwiec 2018 roku). Pierwszym stanem, który dopuścił samochody autonomiczne do ruchu była w 2011 roku Nevada, kolejnymi Floryda i Kalifornia (2012) oraz Michigan (2016). Na poziomie federalnym trwają prace legislacyjne nad projektem ustawy o pojazdach autonomicznych (ang. Self Drive Act).
W Unii Europejskiej, Komisja Europejska przedstawiła w maju 2018 roku strategię UE na rzecz mobilności w przyszłości, w tym mobilności autonomicznej. Z budżetu UE finansowane są m.in. projekty nastawione na wsparcie badań naukowych i innowacji w dziedzinie pojazdów zautomatyzowanych (Horyzont 2020, ok. 300 milionów euro na lata 2014–2020), przeprowadzenie digitalizacji infrastruktury transportu drogowego z myślą o wsparciu automatyzacji (instrument „Łącząc Europę”, 443 milionów euro).